# Progetto Tom-Tom

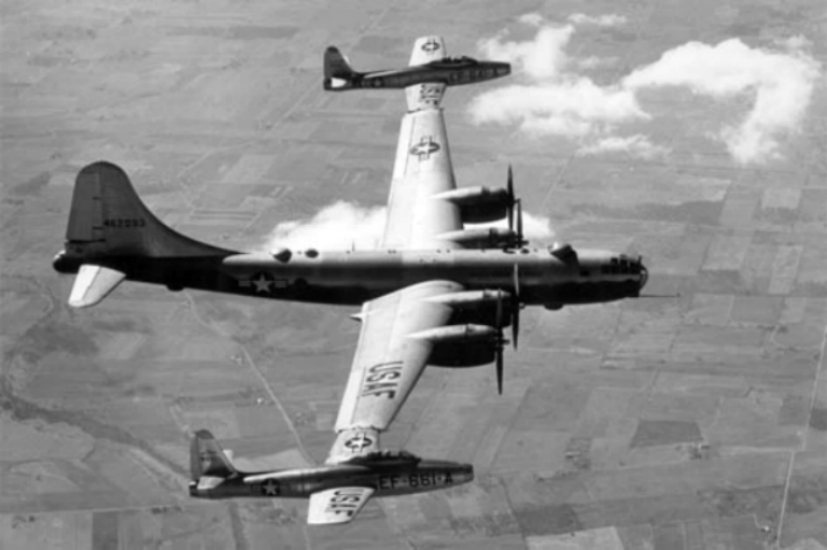
Il B-29 del progetto Tom Tom con i due F-84 Thunderjet

Il progetto Tom Tom era un programma sviluppato dalla USAF (United States Air Force) durante gli anni cinquanta per testare la fattibilità  di impiegare un cacciabombardiere Republic F-84 Thunderjet come caccia parassita a bordo di un bombardiere intercontinentale. Venne sviluppato contemporaneamente al progetto FICON e si distingueva da esso in quanto molto più azzardato: prevedeva infatti che i caccia si agganciassero in volo alle estremità alari del bombardiere che faceva da aereo madre.
Le prime prove di questa configurazione avvennero con un bombardiere Boeing B-29 (numero di serie 44-62093), analogo a quello già utilizzato nell'ambito del programma relativo al McDonnell XF-85 Goblin, e due Republic EF-84B Thunderjet (numeri di serie 46-0641 and 46-0661). I caccia si sarebbero agganciati all'aereo madre utilizzando giunti flessibili montati sulle rispettive estremità alari. In tal modo i velivoli sarebbero stati "rimorchiati" dal bombardiere in modo da poter così  estendere il loro raggio d'azione. A differenza degli altri progetti tentati dall'USAF in tema di caccia parassiti, i velivoli del "sistema Tom Tom" avrebbero compiuto le manovre di decollo e atterraggio indipendentemente l'uno dall'altro per poi agganciarsi in volo. I piloti dei caccia non avrebbero potuto abbandonare i loro velivoli durante il volo e avrebbero dovuto comunque assecondare le manovre dell'aereo madre, non essendo stati sviluppati sistemi di controllo automatico. Al di là delle difficoltà intrinseche superiori a quelle dei progetti sviluppati parallelamente, il sistema Tom Tom si rivelò subito molto pericoloso a causa dei forti vortici alle estremità alari del bombardiere madre, che causavano violenti rollii ai caccia in avvicinamento. Sebbene furono tentate con successo manovre di aggancio e sgancio, i tre velivoli impiegati nelle prove precipitarono il 24 aprile 1953 con la perdita dei tre equipaggi.

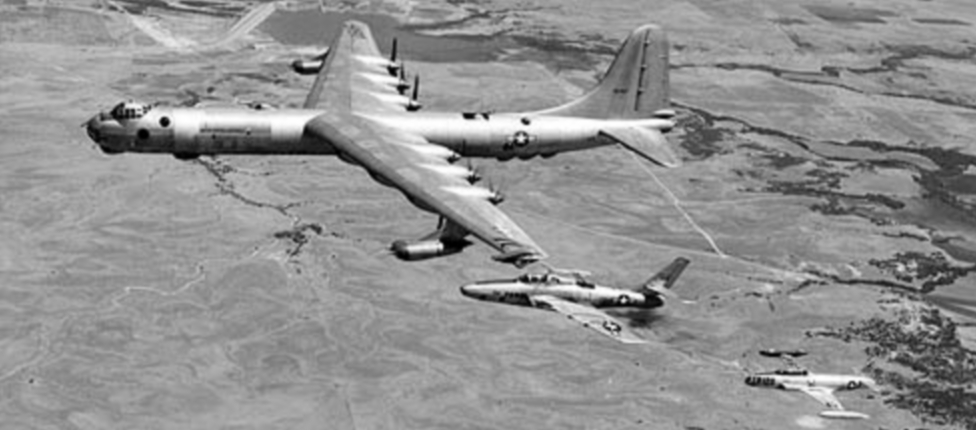
Un B-36 con un F-84 attaccato sull'estremità alare

Poiché analoghi test venivano svolti parallelamente con un Convair RB-36F (numero di serie 49-2707) come aereo madre l'incidente del 24 aprile non causò l'immediato termine del progetto. Infatti i test con il bombardiere Convair (precedentemente utilizzato nel programma FICON) e due F-84F Thunderflash (numeri di serie 51-1848 e 51-1849) proseguirono ancora per qualche mese. In questo progetto, iniziato nel 1952, il sistema di aggancio era leggermente diverso impiegando morse e braccia articolate. Per la precisione le ali dei caccia erano dotati di morse, mentre le estremità alari del bombardiere di un gancio. Sebbene fossero stati compiuti con successo prove di sgancio e recupero, anche dopo la tragedia del 24 aprile, i vortici e le turbolenza alle estremità alari rappresentavano un problema insormontabile, ed un rischio troppo alto per gli equipaggi. Il programma Tom Tom venne quindi cancellato nella seconda metà del 1953. I velivoli impiegati furono riconvertiti alle rispettive versioni di serie.